# Bajguzino (rejon janaulski)
Bajguzino (ros. Байгузино) – wieś (sieło) w Rosji, w Baszkortostanie, w rejonie janaulskim. W 2010 liczyła 487 mieszkańców.